# MV True Confindence
MV True Confindence es un barco granelero con bandera de Barbados operado por la empresa griega Third January Maritime y de propiedad de True Confidence Shipping, de origen liberiana.
El buque fue atacado el 6 de marzo de 2024, provocando las primeras víctimas civiles de los ataques hutíes a buques mercantes durante la crisis del Mar Rojo. Al menos tres miembros de la tripulación de un buque de carga que transitaba por el Mar Rojo murieron en un ataque con misiles lanzado por los rebeldes hutíes.

## Ataque
Durante la Crisis del mar Rojo el 6 de marzo de 2024, alrededor de las 11:30 a. m. (AST), el True Confidence fue alcanzado por un misil balístico antibuque hutí al suroeste de Adén (Yemen) después de que individuos que afirmaban ser de la Armada de Yemen saludaran al barco por radio durante aproximadamente 30 minutos y le ordenaran alterar su rumbo.
Las imágenes del Mando Central de los Estados Unidos muestran daños significativos en el cuarto de popa de babor de los espacios para la tripulación debajo del nivel de la carga en cubierta. Esto indica que el barco efectivamente había dado la vuelta y estaba en rumbo sureste cuando los misiles impactaron alrededor de las 02:00 UTC, dos horas después de que se informara al INS Kolkata del contacto inicial por radio VHF. El ataque causó daños importantes al barco y sus tripulantes abandonaron el barco poco después. También se produjo un incendio en la Puente de mando.
Los hutíes declararon que el ataque se produjo después de que el barco rechazara los mensajes de advertencia emitidos por ellos.
El ataque provocó las primeras víctimas civiles a bordo de buques mercantes en la crisis del Mar Rojo, matando a tres tripulantes e hiriendo a otros cuatro, incluidos tres de los cuales se encontraban en estado crítico, según el Mando Central de los Estados Unidos. El barco tenía una tripulación de veinte personas en el momento del ataque y tres guardias armados adicionales. La tripulación estaba formada por quince filipinos, cuatro vietnamitas y un indio, y los guardias armados estaban formados por dos esrilanqueses y un nepalí. Entre las muertes se encontraban dos filipinos y un ciudadano vietnamita.
El alcance de los daños sufridos por el barco no está claro. La tripulación del barco desplegó botes salvavidas antes de abandonarlo y finalmente fue evacuado a Yibuti. Tanto el buque de guerra de la Armada de los Estados Unidos USS Philippine Sea (CG-58) como el destructor de la Marina India INS Kolkata fueron desplegados para ayudar en los esfuerzos de rescate.
El buque transportaba un cargamento de productos de acero y camiones en el momento del ataque, y había estado intentando entregarlos desde Lianyungang (China) a Yeda (Arabia Saudita) y Áqaba (Jordania).
Los hutíes afirmaron que el barco era de propiedad estadounidense, sin embargo, un portavoz de los propietarios del barco rechazó la afirmación, diciendo que no tenía relación con entidades estadounidenses. Los propietarios del barco, la empresa True Confidence Shipping, está registrado en Liberia y es operado por la organización Third January Maritime, con sede en Grecia. Ambas firmas confirmaron que no tenían relación con Estados Unidos. Sin embargo, el buque era anteriormente propiedad de Oaktree Capital Management, con sede en Los Ángeles.